# Rioutort
Ne doit pas être confondu avec Riou Tort.
Le Rioutort est un ruisseau du Sud-Ouest de la France.

## Géographie
De 4,3 km de longueur, il prend sa source dans la forêt des Landes, au lieu-dit Coutrail sur la commune de Baudignan dans les Landes, délimite les communes d'Arx et de Baudignan, puis se jette dans la Gueyze à la limite entre les Landes et le Lot-et-Garonne sur la commune d'Arx (40).

## Départements et principales villes traversés
- Landes : Baudignan, Rimbez-et-Baudiets, Arx

## Principaux affluents
- le Ruisseau de Barbé (0,9 km)[2]